# マラン・メルセンヌ

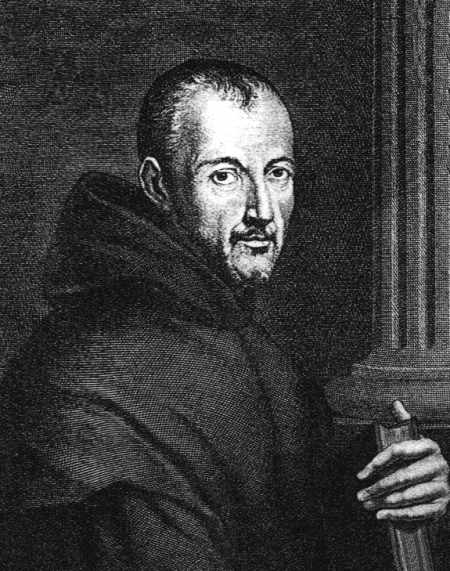
マラン・メルセンヌ

マラン・メルセンヌ（Marin Mersenne, 1588年9月8日 - 1648年9月1日）は、フランスの神学者。数学、物理学に加え哲学、音楽理論の研究もしていた。メーヌ州（現在はサルト県）オアゼ出身。メルセンヌ数（メルセンヌ素数）の名の由来ともなる。また音響学の父とも呼ばれる。ヨーロッパの学者の間の交流の中心となって学問の発展に貢献したことで知られる。

## 生涯
1588年9月8日に出生し、即日カトリックの洗礼を受けた。幼少より勉学の才を表し、メルセンヌの両親は財政的な困窮にもかかわらず彼に教育を受けさせ、最初にル・マン校で文法を専攻し、16歳の頃、ラ・フレーシュにある王立学院に入った。そこは、親の経済状況を問わず才能ある若者を育成するため新設された、イエズス会士の教育機関であった。メルセンヌより8歳年下のデカルトも後に、彼らが終生の友情を結ぶことは知らずに、2年後輩として入学している。その後、パリ大学で神学を学び、1614年から1618年の間はヌヴェールで哲学と神学を教えた。1620年にパリに戻り、以降イタリアやオランダへの旅行以外は、終生パリの僧院に住み続け神学と哲学を教えるかたわら、自身の学問の研究を続けた。しばしばメルセンヌは修道士であると誤解されるが、実際には修道士の教育機関によって教育を受け指導者となっただけであり、イエズス会員になったことはない。
温和で親切な性質で、当代の研究者たちの交流のネットワークを積極的につくりあげた。ガリレオの学術研究もサポートし、いくつかの翻訳作業などを行った。メルセンヌが彼らと交わした膨大な往復書簡は、当代の偉人の業績や生活ぶりを知る、現代の貴重な研究資料ともなっている。特にデカルトとは親友であり、デカルトがオランダへ移った際もメルセンヌだけにその居場所を教え、交信を続けた。またデカルトによると、メルセンヌは非常に好奇心が旺盛で、旧約聖書『創世記』28章12節に出てくる「ヤコブの梯子」の長さを計算してみるなど「様々なことを知りたがりすぎる」とこぼさせた。
メルセンヌが自身の公式で 2257 − 1以下の整数で素数として予想した10個の数字は、検証することなしに出されたものであり、結果としては半分の的中率であったが、逆に言えば勘だけで5つの素数を言い当てたことにもなり、直感的に物事を捉える能力に秀でていたともとれる。
カトリック教徒であるメルセンヌは、ルネサンスの自然魔術やヘルメス哲学、カバラを嫌悪し、プロテスタント的思想の薔薇十字団を黒魔術師の類、ないし思想的テロリストの陰謀結社とみなしていた。普段は温厚なメルセンヌもペンを持つと人格が変わり、厳しくフィチーノやピコ・デラ・ミランドラやアグリッパを罵倒した。そして、彼の攻撃は、同時代人の薔薇十字運動に加わっていた哲学者ロバート・フラットにも向けられ、泥沼化してメルセンヌ・フラッド論争に発展する。
メルセンヌは数学だけでなく、宗教や音楽にも神の造りし秩序ある法則性をあてはめて捉え、科学と宗教を統合させようと試みた。1648年、59歳で肺膿瘍によって死去した。

## 業績

### 数学
メルセンヌは"Cogitata Physico-Mathematica"（1644年）において、 2n − 1 が素数になるのは、n ≤ 257 では、n = 2, 3, 5, 7, 13, 17, 19, 31, 67, 127, 257 (A109461)だけであると主張した。実際にはリスト以外のn = 61, 89, 107も素数であり、リスト内のn = 67, 257の場合は素数ではなく合成数であることが、後にオイラー、ルーカス、パヴシンらにより証明された。nにあらゆる数値を代入し素数を検証・発見することは、今日では世界中でコンピューターを使って行われている。 2n − 1の形で書き表せる自然数をメルセンヌ数、また素数である場合は特にメルセンヌ素数と呼ぶ。2024年10月現在、52個のメルセンヌ素数が発見されている。
メルセンヌ素数を用いた擬似乱数発生アルゴリズムを用いて開発された擬似乱数生成器に、メルセンヌ・ツイスターがある。擬似乱数はコンピュータの速度競争やアルゴリズムの優劣判定、公開暗号キーなどに使用されるようになる。

### 音律理論
12平均律の確立
メルセンヌは「音響学の父」とも呼ばれ、音楽に関する理論書を多数書いている。"Harmonie universelle"（1636年）において、オクターブを20000000:10000000として、ほぼ完璧に平均律を記述した。これには2の12乗根の計算が必要であり、メルセンヌの数学的素養は、音律にも生かされている。
弦楽器の研究
弦楽器の音の高さが弦によってのみ決まることを洞察し、振動数と弦の長さ・密度・張力との関係を数学的に定式化した（メルセンヌの法則）。トロンバ・マリーナという弦楽器の図版なども残している。

### 機械論哲学
デカルト的な機械論の支持者であり、世界は霊魂をもたない受動的な機械ととらえ、物体は厳密な数学的自然法則によって全面的に決定されており、神に完全に依存することにより神の全能性を高めた。一方、あらゆる物体にまで霊魂が宿ると主張する魔術思想的なルネサンス哲学を否定していたメルセンヌは、「魔術から機械論への移行」を担った哲学者でもあった。このためルネサンスの魔術の後継者的、薔薇十字運動を認めず、支持者を激しく非難した。

## 他の学者との交流
メルセンヌの時代は現代ほど通信手段が発達しておらず、研究者間の書簡のやり取りや議論が困難だったが、エティエンヌおよびブレーズ・パスカル父子、ジラール・デザルグ、ジル・ド・ロベルヴァルなど当代の一流の研究者や思想家たちを招き、修道院の客間にて学問を論じ合う、メルセンヌ・アカデミーと称された広い交流を維持していた。この活動は、1666年に創立されるパリ科学アカデミーへと発展してゆく。その他にも、フェルマーやルネ・デカルト、ガリレオ・ガリレイやホイヘンスやトリチェリなどとも交流があり、科学的な雑誌がなかった当時のヨーロッパ中の学者たちの文通による交流の中心となり、学問の発達に大いに貢献した。
メルセンヌはガリレイの積極的な支持者で、ガリレイ理論のコメント付き翻訳をフランスで初めて刊行している。